# Waldenburg (Neuenbürg)

Zeichnung der Burg Waldenburg, Burgenforscher Konrad Albert Koch, 1925

Die Waldenburg ist die Ruine einer Höhenburg über der Enz auf dem linken Bergrücken am Ortseingang der Stadt Neuenbürg, einer Stadt in der Nähe von Pforzheim im Enzkreis in Baden-Württemberg.

## Geschichte
Die Geschichte dieser Burg liegt weitgehend im Dunkeln. Forschungsarbeiten, Grabungen und archäologische Untersuchungen konnten bis jetzt das Rätsel um die Ruine Waldenburg nicht lösen. Es gibt keinerlei schriftliche Aufzeichnungen oder Nachweise; ebenso fehlen jegliche Urkunden, die Auskunft über die Geschichte der Burg geben könnten.
Einige Funde von Töpferware verweisen auf Beziehungen zum Oberrhein und zur Schwäbischen Alb. 1887 fand man einen „Drachenleuchter“ aus Bronze, der sich heute im Landesmuseum Württemberg in Stuttgart befindet.

## Anlage
Den Ruinenresten zufolge bestand die Burg aus einer Befestigungsanlage, einem Palas, einer Kapelle und mehreren Wirtschaftsräumen. 